# Álvaro Medrán
Álvaro Medrán Just (* 15. März 1994 in Dos Torres, Provinz Córdoba) ist ein spanischer Fußballspieler. Seine bevorzugte Position ist das zentrale Mittelfeld.

## Vereinskarriere
Álvaro Medrán begann seine Junioren-Laufbahn bei Don Bosco CF, einem Verein aus Córdoba. Nach weiteren Stationen im Nachwuchs vom FC Córdoba sowie Séneca Club de Fútbol, gelangte der damals 17-jährige Medrán im Jahr 2011 in die Jugend von Real Madrid, wo er zu Beginn in der U-18-Mannschaft (Juvenil B) spielte. In der Saison 2012/13 stand er im Kader der A-Jugend, bestritt parallel dazu jedoch Spiele für die C-Mannschaft der „Königlichen“, in der Segunda División B. Am 23. Februar 2014 feierte er sein Debüt für die Zweitmannschaft des Klubs, Real Madrid Castilla, in der zweiten Spielklasse, wo er es in neun Einsätzen auf zwei Tore brachte.
Am 18. Oktober 2014 brachte er es in einem Ligaspiel gegen Levante UD auf seinen ersten Einsatz im A-Kader von Real Madrid. Am 9. Dezember 2014 kam Medrán zu seinem UEFA-Champions-League-Debüt, als er beim 4:0-Sieg im letzten Gruppenspiel gegen Ludogorez Rasgrad in der 83. Spielminute für Gareth Bale eingewechselt wurde und in der 88. Minute den 4:0-Endstand erzielte. Im Dezember 2014 wurde Medrán für den Kader für die FIFA-Klub-Weltmeisterschaft 2014 nominiert. Beim Gewinn kam er aber nicht zum Einsatz. Zur Saison 2015/16 wechselte er auf Leihbasis zum FC Getafe, ein Jahr später permanent zum FC Valencia. Im September 2017 wechselte er auf Leihbasis zu Deportivo Alavés. Auch die folgende Spielzeit wurde er verliehen, dieses Mal an Rayo Vallecano.  Von 2020 bis 2021 war er für Chicago Fire in der Major League Soccer aktiv und erzielte dort in 52 Ligaspielen fünf Treffer. Anfang des Jahres 2022  nahm ihn dann Erstligist Al-Taawon  aus Saudi-Arabien unter Vertrag.

## Nationalmannschaft
Álvaro Medrán feierte am 20. März 2013 im Zuge eines Freundschaftsspiels gegen Deutschland sein erstes Spiel für die spanische U-19-Nationalmannschaft. Im Juni dieses Jahres bestritt er mit seiner Landesauswahl auch die Eliterunde zur Qualifikation für die U-19-Fußball-Europameisterschaft 2013, bei der Endrunde des kontinentalen Turniers stand er jedoch nicht im Kader.

## Titel
- Klub-Weltmeister: 2014 (ohne Einsatz)